# Marko Mikačić
Marko Mikačić (Split, 1911 – Split, 1946), obrambeni Hajdukov igrač koji je igrao na mjestu lijevog braniča. Po mišljenju Lea Lemešića ušao bi u sastav najbolje ekipe koja bi se mogla sastaviti od igrača od 1911. – 1975. godine.
Bio je snažan, brz i prodoran. Za Hajduk od 1929. do 1935. odigrao 171 utakmicu i dao 25 golova. Sudjelovao u osvajanju naslova prvaka države 1929. Za jugoslavensku reprezentaciju odigrao 3 utakmice (1930–31). Bio je miljenik Hajdukovih navijača.
Ubijen je u Splitu 1946.
Statistika u Hajduku
| Natjecanje        | Nastupi | Zgoditci |
| ----------------- | ------- | -------- |
| Prvenstvo         | 57      | 0        |
| Kup               | 7       | 1        |
| Superkup          | 0       | 0        |
| Međunarodne       | 0       | 0        |
| Splitski podsavez | 8       | 10       |
| Ukupno            | 72      | 11       |
| Prijateljske      | 99      | 14       |
| Sveukupno         | 171     | 25       |